# Хекстолл, Рон
Рональд Джеффри «Рон» Хе́кстолл (англ. Ronald Jeffrey "Ron" Hextall; род. 3 мая 1964, Брандон, Манитоба) — канадский хоккейный вратарь, который провёл 13 сезонов в Национальной хоккейной лиге за команды «Филадельфия Флайерз», «Квебек Нордикс» и «Нью-Йорк Айлендерс».
Всего провёл в НХЛ 608 матчей в регулярных сезонах (296 побед, 23 игры на „0“) и 93 матча в плей-офф (47 побед, 2 игры на „0“). Обладатель «Везина Трофи» и «Конн Смайт Трофи» в своём дебютном сезоне 1986/87, когда «Филадельфия Флайерз» с Хекстоллом в воротах дошла до финала Кубка Стэнли, где лишь в 7-м матче уступила «Эдмонтону».
В 1992 году принимал участие в чемпионате мира в Чехословакии (5 игр), на котором канадцы проиграли в 1/4 финала сборной Финляндии.
Хекстолл — первый в истории НХЛ голкипер, забросивший шайбу в пустые ворота соперника. Это произошло в матче за клуб «Филадельфия Флайерз» против «Бостон Брюинз» в сезоне 1987/88 (в сезоне 1979/80 шайба была записана на счёт голкипера «Нью-Йорк Айлендерс» Билли Смита, но тогда он был лишь последним хоккеистом своего клуба, кто коснулся шайбы перед тем, как игроки «Colorado Rockies» забросили её в свои ворота). В следующем сезоне 1988/89 Хекстолл стал первым голкипером в истории НХЛ, забросившим шайбу в матче Кубка Стэнли (в ворота «Вашингтон Кэпиталз»). Кроме Хекстолла среди голкиперов более одной шайбы в НХЛ на счету Мартина Бродёра, который в 2013 году сумел забросить свою третью шайбу и обойти Хекстолла.
Дед и отец Рона — Брайан Хекстолл-старший и Брайан Хекстолл-младший — также были хоккеистами и выступали в НХЛ (оба — на позиции нападающих). Брайан-старший в 1969 году был включён в Зал хоккейной славы. Дядя Рона Деннис Хекстолл также выступал в НХЛ на позиции форварда. Сын Рона Бретт Хекстолл в 2008 году был задрафтован клубом «Финикс Койотис» под общим 159-м номером. Если Бретт дебютирует в НХЛ, то он станет вторым в истории хоккеистом НХЛ в 4-м поколении после Блейка Джеффриона.
Является одним из самых жёстких вратарей в истории хоккея и отличается своим агрессивным поведением на площадке. Благодаря его бурному характеру, Рона очень легко вывести из себя. Хекстолл не раз дрался на льду, как с другими вратарями, так и с нападающими, защитниками и даже с арбитрами, ломал ворота и кидался клюшками.
Работал помощником генерального менеджера в «Лос-Анджелес Кингз» в качестве которого в 2012 и 2014 годах выиграл два Кубка Стэнли.